# Veneroida
Veneroida (лат.) — отряд двустворчатых моллюсков из подкласса разнозубых (Heterodonta).
Створки обычно толстые, одинаковой формы. Как и у всех представителей подкласса, раковина лишена перламутрового слоя. В замковом аппарате — три кардинальных зуба. Питаются, как правило, с помощью двух сифонов.

## Классификация
- Надсемейство Veneroidea[фр.]
  - Семейство Petricolidae[англ.]
  - Семейство Veneridae
- Надсемейство Astartoidea[фр.]
  - Семейство Astartidae[англ.]
- Надсемейство Corbiculoidea[фр.]
  - Семейство Corbiculidae[англ.]
  - Семейство Sphaeriidae
- Надсемейство Tellinoidea[фр.]
  - Семейство Donacidae
  - Семейство Psammobiidae[англ.]
  - Семейство Semelidae[англ.]
  - Семейство Tellinidae
- Надсемейство Arcticoidea[фр.]
  - Семейство Arcticidae[англ.]
- Надсемейство Cardioidea
  - Семейство Cardiidae
  - Семейство Tridacnidae[фр.]
- Надсемейство Dreissenoidea
  - Семейство Dreissenidae
- Надсемейство Galeommatoidea[фр.]
  - Семейство Galeommatidae[фр.]
  - Семейство Lasaeidae[фр.]
  - Семейство Kelliidae
- Надсемейство Glossoidea[фр.]
  - Семейство Glossidae
  - Семейство Vesicomyidae
- Надсемейство Lucinoidea
  - Семейство Cyrenoididae
  - Семейство Fimbriidae
  - Семейство Lucinidae
  - Семейство Thyasiridae
  - Семейство Ungulinidae
- Надсемейство Mactroidea
  - Семейство Anatinellidae
  - Семейство Mactridae
  - Семейство Mesodesmatidae
- Надсемейство Solenoidea
  - Семейство Pharidae
  - Семейство Solenidae
- Надсемейство Carditoidea
  - Семейство Carditidae
  - Семейство Condylocardiidae
- Надсемейство Gastrochaenoidea
  - Семейство Gastrochaenidae
- Надсемейство Cyamioidea
  - Семейство Cyamiidae
  - Семейство Neoleptonidae
  - Семейство Sportellidae
- Надсемейство Chamoidea
  - Семейство Chamidae
- Надсемейство Crassatelloidea
  - Семейство Crassatellidae